# 現代ウィア
現代ウィア（ヒョンデウィア／ヒュンダイウィア、朝: 현대위아、英: Hyundai WIA）は、現代自動車グループの一員であり、韓国第2位の自動車部品メーカーである。工作機械も生産しており、2000年以降、韓国で最大の市場シェアを誇っている。その他の事業分野としては、重機械、防衛製品、航空機部品などがある。 

## 事業分野

### 機械事業
- 工作機械
- FA（工場自動化）
- ロボット

### 自動車部品事業
- 自動車部品
- 自動車モジュール
- 自動車エンジン

### 防衛事業
- 火砲（銃、榴弾砲など）
- 航空機部品

### 重機械事業
- 工場
- プレス機

### グローバル事業
- 機械事業
- 自動車部品事業
- 自動車エンジン事業
- 部品・素材事業
- 成形事業